# Mendidaphodius brancsiki
Mendidaphodius brancsiki är en skalbaggsart som beskrevs av Edmund Reitter 1899. Mendidaphodius brancsiki ingår i släktet Mendidaphodius och familjen Aphodiidae. Inga underarter finns listade i Catalogue of Life.